# 완하제

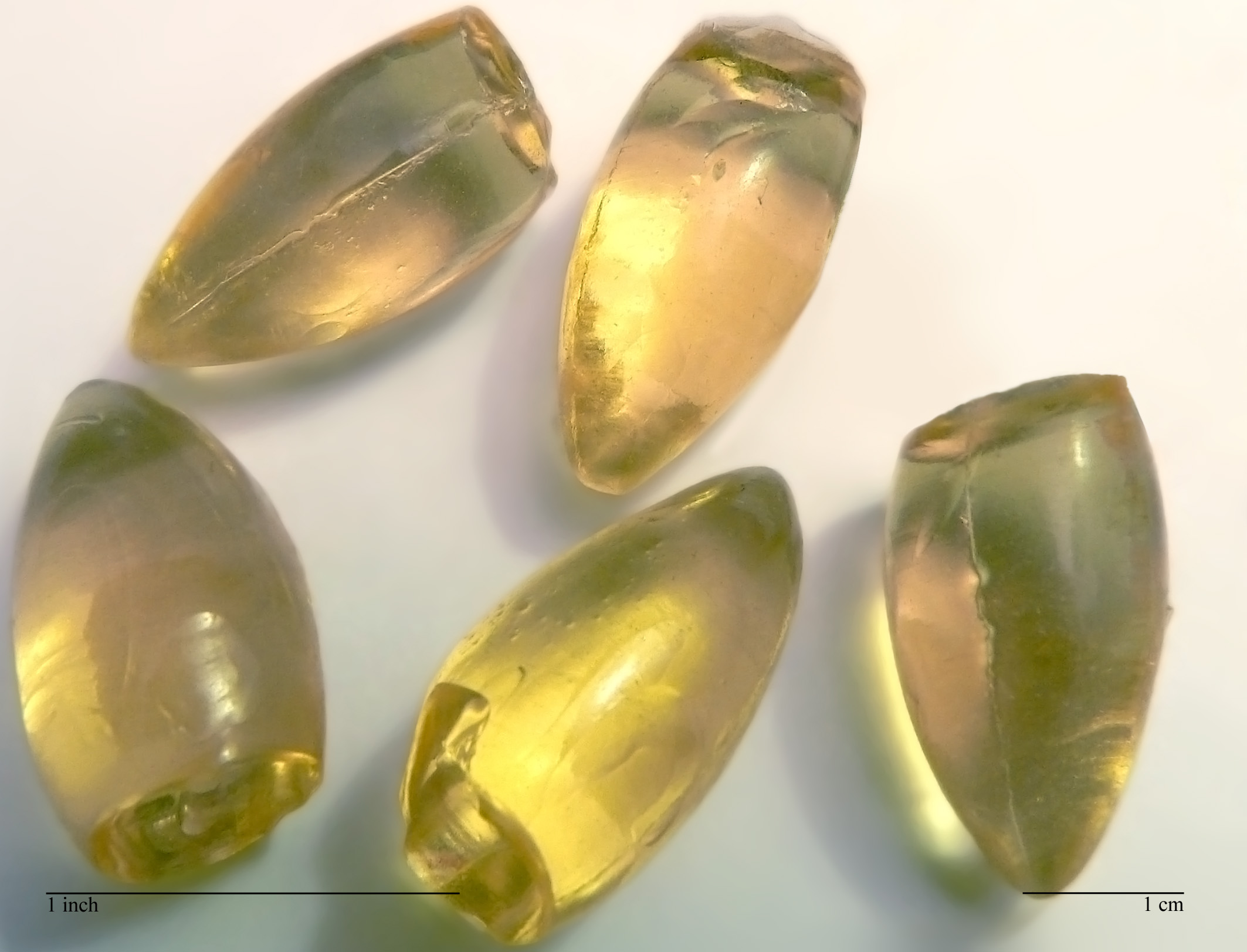
완하제로 사용되는 글리세린 좌약.

완하제(緩下劑, 영어: laxative), 설사제 또는 변비약은 하제(cathartics)의 일종으로, 인분을 부드럽게 하고 배변을 증가시키는 물질이다. 이들은 변비를 치료하고 예방하는 데 사용된다.
완하제는 작용 방식과 부작용이 다양하다. 특정 각성제, 윤활유, 그리고 소금물 완하제는 직장 (해부학) 및 장 검사를 위해 주름창자를 비우는 데 사용되며, 특정 상황에서는 관장으로 보충될 수 있다. 충분히 고용량의 완하제는 설사를 유발할 수 있다. 일부 완하제는 하나 이상의 활성 성분을 결합하여 경구 투여 또는 직장으로 투여될 수 있다.

## 종류

### 부피 형성제
부피 형성 완하제는 식이 섬유와 수용성 성분을 함유한 처방전 없이 살 수 있는 약과 같이 인분에 부피와 수분을 더하여 창자 (소화관의 하부)를 더 쉽게 통과하게 하는 물질로, 흔히 조섬유라고도 불린다.
특성
- 작용 부위: 작은창자와 큰창자
- 작용 발현: 12~72시간
- 예시: 식이 섬유, 메타뮤실, 시트루셀, 파이버콘[3]

부피 형성제는 일반적으로 완하제 중 가장 부드러운 효과를 가지고 있어, 규칙적인 배변을 장기간 유지하는 데 이상적이다.

#### 식이 섬유
배변에 도움이 되는 식품으로는 섬유질이 풍부한 식품이 있다. 식이 섬유에는 불용성 섬유와 수용성 섬유가 있으며, 예를 들면 다음과 같다:
- 바나나와 같은 과일,[5] 단, 이것은 숙성도에 따라 다르다.[6] 키위 (과일),[7] 프룬,[8] 사과 (껍질 포함), 배 (껍질 포함), 라즈베리[1]
- 브로콜리, 강낭콩, 케일 (채소), 시금치와 같은 채소,[4] 익힌 겨울 호박, 익힌 토란과 포이 (음식), 익힌 완두, 구운 감자 (껍질 포함)[1]
- 통곡물
- 속겨 제품[1][4]
- 견과
- 콩, 완두, 렌즈콩과 같은 콩과 식물[1]

### 연화제 (변 연화제)
연화제 완하제는 변을 통해 더 많은 물과 지방이 흡수되도록 하는 음이온성 계면활성제로, 장을 통한 이동을 더 쉽게 만든다.
특성
- 작용 부위: 작은창자 및 큰창자
- 작용 발현: 12~72시간
- 예시: 도큐세이트 (콜레이스, 디오토), 깁스-이지[3]

연화제는 장기적인 변비를 치료하기보다는 변비를 예방한다.

### 윤활제
윤활유 완하제는 변을 미끄러운 지질로 코팅하고 결장 내 물 흡수를 줄여 변이 결장을 더 쉽게 통과하도록 하는 물질이다. 윤활제 완하제는 또한 변의 무게를 증가시키고 장 통과 시간을 줄인다.
특성
- 작용 부위: 주름창자
- 작용 발현: 6~8시간
- 예시: 광물유[9]

광물유와 같은 유동 파라핀은 일반적으로 유일하게 처방전 없이 살 수 있는 윤활제 완하제이지만, 우발적 흡입으로 인한 지질 폐렴 위험 때문에 광물유는 특히 어린이와 영유아에게 권장되지 않는다. 광물유는 지용성 비타민과 일부 무기질의 흡수를 감소시킬 수 있다.

### 고삼투압제
고삼투압 완하제는 창자가 더 많은 물을 보유하게 하여 삼투 압력 경사를 형성하고, 이는 더 많은 압력을 가하여 배변을 자극한다.
특성
- 작용 부위: 주름창자
- 작용 발현: 12~72시간 (경구), 0.25~1시간 (직장)
- 예시: 글리세린 좌약 (할렌스), 솔비톨, 락툴로오즈, 폴리에틸렌글리콜 (PEG - 콜라이트, 미라락스)[12]

락툴로오즈는 삼투 효과로 주름창자에 물을 가두고, 세균 발효를 통해 젖산, 포름산, 아세트산으로 수소 이온 농도 지수를 낮추며, 주름창자 꿈틀운동을 증가시켜 작용한다. 락툴로오즈는 간성 뇌증에도 적용된다. 글리세린 좌약은 주로 고삼투압 작용을 하지만, 제제에 함유된 스테아르산 나트륨도 주름창자에 국소적인 자극을 일으킨다.
폴리에틸렌글리콜과 전해질(염화 나트륨, 탄산수소 나트륨, 염화 칼륨, 때로는 황산 나트륨) 용액은 수술이나 대장내시경을 위한 장 준비 및 특정 유형의 독 치료에 사용되는 전신 장 세척 과정에 사용된다. 이들 용액의 브랜드명에는 고라이텔리, 글라이코락스, 코스모콜, 콜라이트, 미라락스, 모비콜, 뉴라이텔리, 슈프랩, 포트란스가 있다. 솔비톨 (소프트락스) 용액도 유사한 효과를 가진다.

### 염류 완하제
염류 완하제는 흡수되지 않고 삼투압적으로 작용하는 물질로, 장 내강에 물을 끌어들여 보유하여 내강 내압을 증가시키고 기계적으로 장 배출을 자극한다. 마그네슘 함유 제제는 또한 콜레시스토키닌의 분비를 유발하여 장 운동성과 체액 분비를 증가시킨다. 염류 완하제는 환자의 체액 및 전해질 균형을 변화시킬 수 있다.
특성
- 작용 부위: 작은창자 및 큰창자
- 작용 발현: 0.5–3시간 (경구), 2–15분 (직장)
- 예시: 인산 나트륨 (및 변형), 시트르산 마그네슘, 수산화 마그네슘 (마그네시아유), 황산 마그네슘 (엡솜염)[3]

### 자극성 완하제
자극성 완하제는 장 점막이나 신경얼기에 작용하여 물과 전해질 분비를 변화시키는 물질이다. 이들은 또한 꿈틀운동을 자극하며 특정 상황에서는 위험할 수 있다.
특성
- 작용 부위: 주름창자
- 작용 발현: 6~10시간
- 예시: 센나, 비사코딜[3]

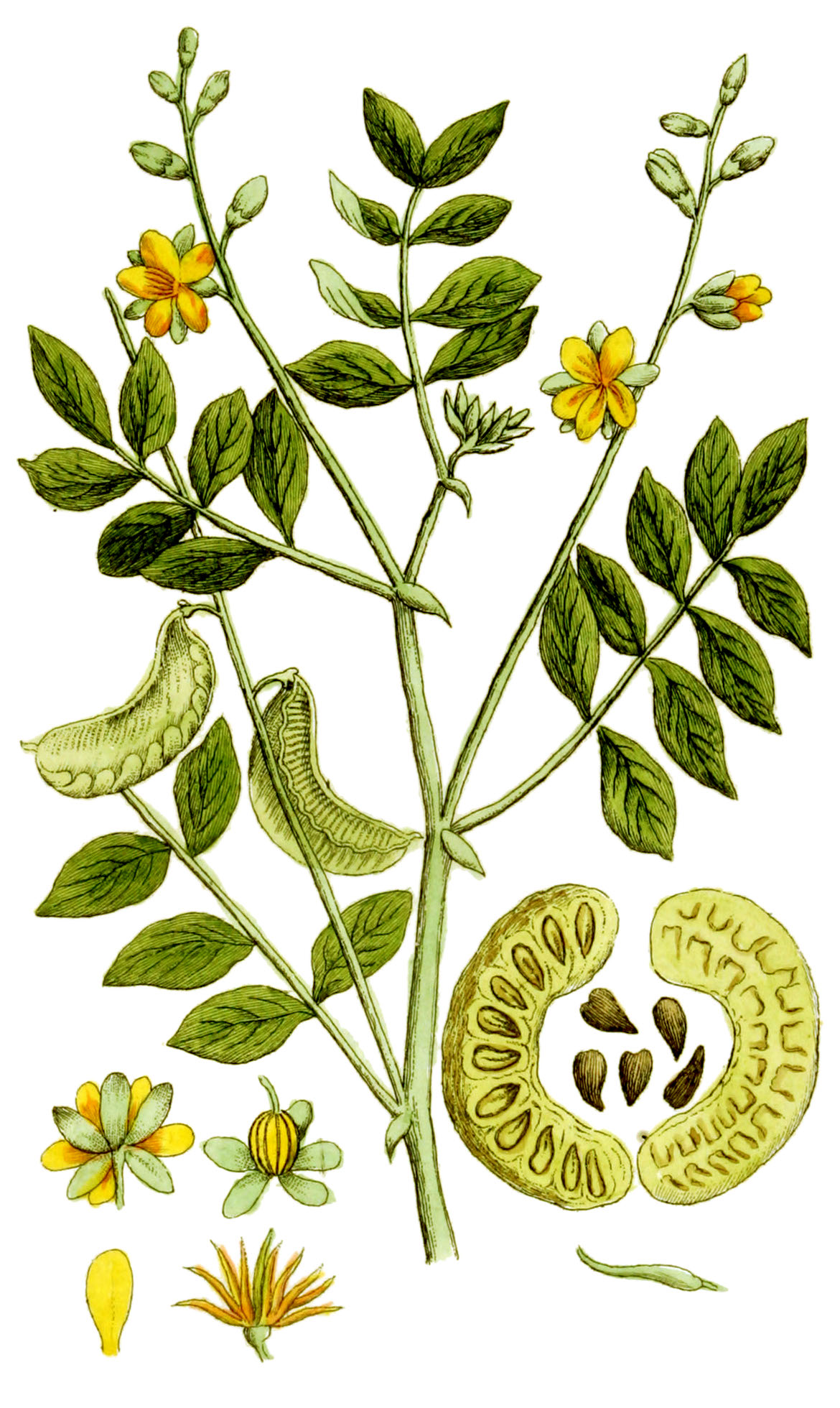
센나 식물

자극성 완하제를 장기간 사용하면 주름창자의 주름을 손상시켜 약물 의존성을 유발할 수 있으며, 이로 인해 사용자는 스스로 주름창자를 통해 변을 이동시키는 능력이 감소하게 된다. 만성 변비 환자를 대상으로 한 연구에서 만성 자극성 완하제 사용자 중 28%가 1년 동안 주름을 잃었지만, 대조군에서는 아무도 그러지 않았다.

### 기타
피마자유는 췌장 리파아제에 의해 리시놀레산으로 가수분해되는 글리세리드로, 알려지지 않은 메커니즘으로 완하제 작용을 일으킨다.
특성
- 작용 부위: 주름창자, 작은창자 (아래 참조)
- 작용 발현: 2~6시간
- 예시: 피마자유[3]

피마자유를 장기간 사용하면 체액, 전해질, 영양소 손실을 초래할 수 있다.

### 세로토닌 효능제
이들은 위창자길의 창자신경계에 있는 5-HT4 수용체 활성화를 통해 작용하는 운동성 자극제이다. 그러나 일부는 잠재적으로 유해한 심혈관 부작용으로 인해 중단되거나 제한되었다.
테가세로드 (상품명 젤넘)는 심장마비 또는 뇌졸중 위험 증가 보고로 인해 2007년 미국과 캐나다 일반 시장에서 철수되었다. 생명을 위협하거나 입원이 필요한 응급 상황의 환자에게는 여전히 의사에게 제공된다.
프루칼로프리드 (상품명 레솔로)는 2009년 10월 15일부터 EU에서 사용 승인을 받은 현재 약물이며, 캐나다 (상품명 레소트란)에서는 2011년 12월 7일부터, 그리고 미국에서는 2018년 12월부터 승인되었다.

### 염화물 채널 활성화제
루비프로스톤은 만성 특발성 변비 및 과민성 대장 증후군의 관리에 사용된다. 이는 장이 염화물 농도가 높은 체액 분비를 생성하도록 하여 변을 부드럽게 하고, 운동성을 증가시키며, 자발적인 배변을 촉진한다.

## 사용 가능한 제제 비교
| 제제                            | 종류         | 작용 부위 | 작용 발현 |
| ------------------------------- | ------------ | --------- | --------- |
| 카스카라 (카산트라놀)           | 안트라퀴논   | 주름창자  | 6–8시간   |
| 벅쏜                            | 안트라퀴논   | 주름창자  | 6–8시간   |
| 센나 추출물 (센나 글리코사이드) | 안트라퀴논   | 주름창자  | 6–8시간   |
| 알로에 베라 (알로인)            | 안트라퀴논   | 주름창자  | 8–10시간  |
| 페놀프탈레인                    | 트리페닐메탄 | 주름창자  | 8시간     |
| 비사코딜 (경구)                 | 트리페닐메탄 | 주름창자  | 6–12시간  |
| 비사코딜 (좌약)                 | 트리페닐메탄 | 주름창자  | 60분      |
| 피마자유                        | 리시놀레산   | 작은창자  | 2–6시간   |

### 유효성
성인의 경우, 무작위 대조 시험에서 하루 한 번 17g의 PEG (미라락스 또는 글라이코락스)가 하루 두 번 6mg의 테가세로드보다 우수한 것으로 나타났다. 또 다른 무작위 대조 시험에서는 PEG 두 봉지 (26g)가 락툴로오즈 두 봉지 (20g)보다 더 큰 개선 효과를 보였다. 하루 17g의 PEG는 6개월간의 무작위 대조 시험에서 효과적이고 안전한 것으로 나타났다. 또 다른 무작위 대조 시험에서는 솔비톨과 락툴로오즈 사이에 차이가 없었다.
어린이의 경우, PEG가 락툴로오즈보다 더 효과적인 것으로 밝혀졌다.

## 사용상의 문제점

### 완하제 남용
완하제 남용의 덜 심각한 부작용으로는 탈수 (떨림, 쇠약, 실신, 시야 흐림, 신장 손상을 유발), 저혈압, 빠른맥, 체위성 어지럼증 및 실신 등이 있다. 그러나 완하제 남용은 치명적일 수 있는 산염기 불균형 및 수분-전해질 불균형으로 이어질 수 있다. 예를 들어, 심각한 저칼륨혈증은 완하제 남용으로 인한 원위세뇨관산증과 관련이 있다. 대사성 알칼리증이 가장 흔하게 관찰되는 산염기 불균형이다. 기타 심각한 부작용으로는 횡문근융해증, 지방변증, 주름창자 점막의 염증 및 궤양, 췌장염, 콩팥 기능상실, 자작성 설사증 및 기타 문제가 있다. 주름창자는 계속 기능하기 위해 더 많은 양의 완하제를 필요로 하게 되며, 이는 나태한 주름창자, 감염, 과민 대장 증후군, 그리고 잠재적인 간 손상을 초래한다.
신경성 식욕부진증 및 폭식증과 같은 섭식 장애 환자 중 일부는 체중 감량을 위해 완하제를 남용하지만, 완하제는 소장에서 영양소 흡수가 이미 완료된 후에 대장을 통해 변의 통과를 가속화하는 역할을 한다. 따라서 완하제 남용에 대한 연구에 따르면 체중에 미치는 영향은 주로 에너지(칼로리) 손실보다는 일시적인 체수분 손실을 반영한다.

### 완하성 장증
의사들은 만성적인 자극성 완하제 사용이 시간이 지남에 따라 주름창자 조직을 지치게 하고 장기간의 과도한 자극으로 인해 스스로 변을 배출할 수 없게 될 수 있다는 우려 때문에 만성적인 자극성 완하제 사용을 경고한다. 자극성 완하제를 사용한 환자에게서 흔히 발견되는 것은 장 조직에 갈색 색소가 침착되는 것으로, 이는 결장 흑색증으로 알려져 있다.

## 역사적 및 건강 사기 사용
한때 "physicks" 또는 "purgatives"라고 불렸던 완하제는 의학사에서 많은 질환을 치료하는 데 광범위하게 사용되었지만, 현재 근거중심의학에서는 일반적으로 효과가 없는 것으로 간주된다. 마찬가지로 완하제(종종 장 세척이라고 불림)는 "점액 플라크"와 같은 다양한 돌팔이 의료 상태를 위해 대체의학에서 홍보될 수 있다.

## 같이 보기
- ATC 코드 A06
- 장 관리
- 카타르시스
- 식이 섬유
- 이뇨제
- 말티톨
- 관장
- 좌약
- 경항문 관장